# Lambert Schuurs
Lambertus Godefridus Maria (Lambert) Schuurs (Heerlen, 15 oktober 1962) is een Nederlands voormalig handballer en ultraloper. Als handballer was Schuurs voor het grootste deel van zijn spelerscarrière actief bij Sittardia. Hij kwam meer dan 300 keer uit voor het Nederlands handbalteam, waarmee hij ook recordinternational is. Na zijn spelerscarrière was hij nauw betrokken bij het vormen Limburg Lions, waar hij later ook één seizoen speelde en assistent-coach werd.

## Biografie
Via vrienden op school meldde Schuurs zich aan bij Sittardia en begon met handballen. In het eerste jaar weet hij met de Sittardia junioren kampioen van Nederland te worden. Via Bert Bouwer, die toendertijd de jeugd trainde bij Sittardia, kwam hij ook al snel terecht bij Jong Oranje. Het debuut van Schuurs in het eerste team van Sittardia, dat onder leiding stond van Guus Cantelberg, was in mei 1980. Tijdens Schuurs' debuut, op 17-jarige leeftijd, speelde Sittardia in de halve finale van de nationale beker tegen Blauw-Wit. Schuurs wist in zijn eerste wedstrijd vijf treffers te maken. Kort daarna speelde hij ook in het nationaal team, op 1 september 1980 werd hij door de nieuwe bondscoach Ján Kecskeméthy geselecteerd en speelde hij zijn eerste oefenwedstrijd tegen Pogon Zabrze uit Polen. Met Jong Oranje nam hij in december 1981 deel aan het WK onder 21 in Portugal. Sindsdien werd Schuurs een vaste kracht in zowel het nationale team als het eerste herenteam van Sittardia.

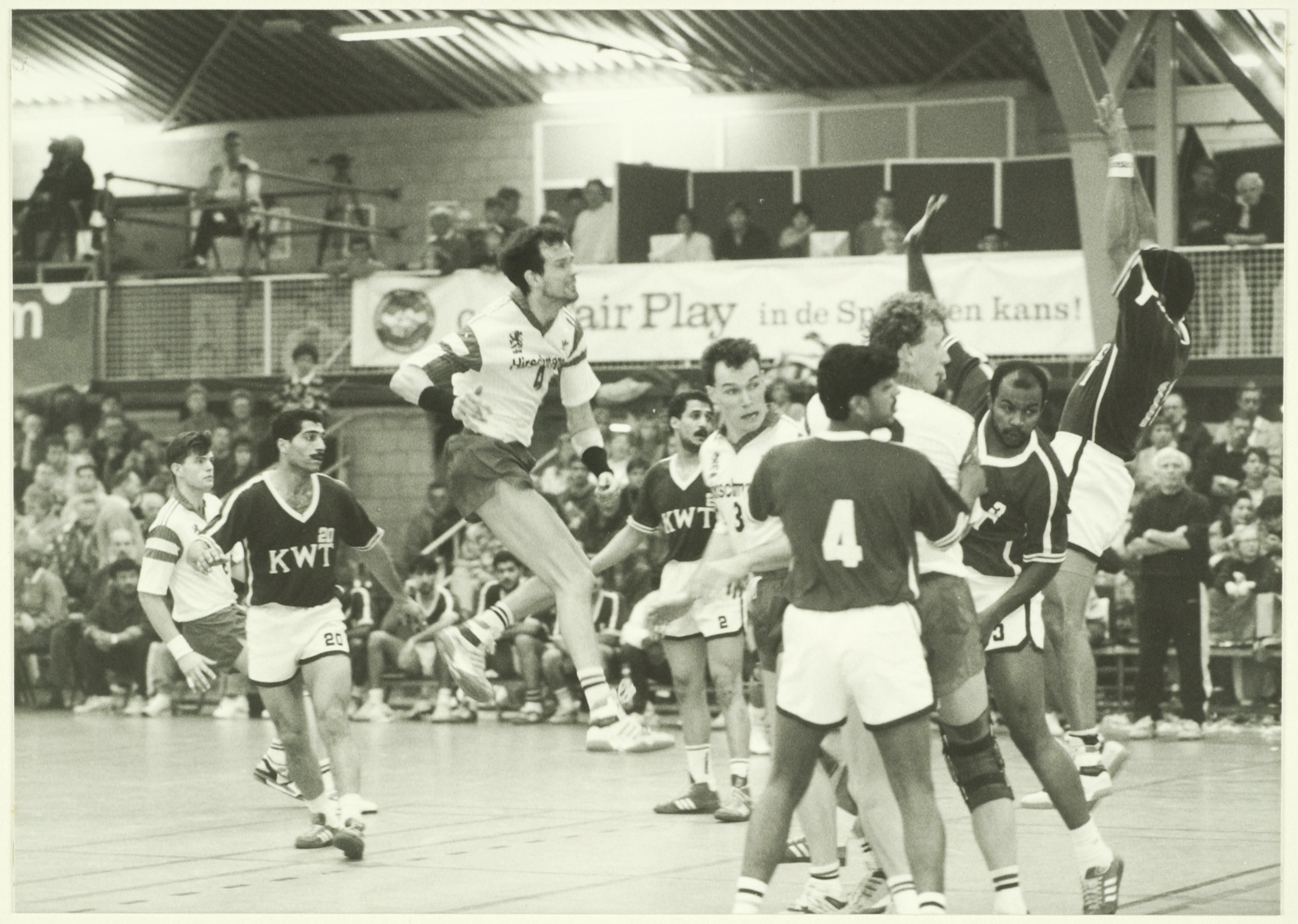
Wedstrijd Nederland-Koeweit, Henk Groener schiet op doel, Lambert Schuurs en Wil Jacobs kijken in de verdediging van Koeweit toe (1991).

Schuurs speelde in totaal 312 interlands voor Nederland en is hiermee recordinternational. Op 16 juni 2001 werd er een galawedstrijd georganisseerd voor de recordinternational. Schuurs had zijn eigen team samengesteld dat het opnam tegen een selectie van de Nederlandse eredivisie. Na 55 minuten in de wedstrijden greep NHV-directeur Vince Evers de microfoon. Na een kort dankwoord voor Schuurs volgen de bijbehorende bloemen én de mededeling dat de sporthal zo snel mogelijk ontruimd moet worden voor de aansluitende verkiezing van de handballer van het jaar. Het incident werd met veel verontwaardiging en verbijstering opgevat.
Tevens speelde Schuurs tot 2001 bij Sittardia, waar hij in totaal vijfmaal het landskampioenschap, de beker en de Supercup. Ook werd hij in 1987 uitgeroepen tot handballer van het jaar.
In 2000 zette voormalig trainer van Sittardia, Gino Smits, Schuurs veel op de bank en uiteindelijk naar het tweede team. Smits vond dat de al oudere Schuurs niet meer in de selectie paste. Als reactie hierop besloot Schuurs Sittardia te verlaten en verruilde de Sittardse club aan het einde van het seizoen 2000/2001 voor Sporting Neerpelt. Hij hielp Sporting Neerpelt met het behalen van de beker van België in 2001. Het reizen tussen Neerpelt en Sittard beviel hem niet en Schuurs besloot voor het nieuwe seizoen een club te zoeken dichter bij zijn huis, waar hij bij BFC uitkwam.
In verband met het tussentijdse vertrek van Jan Majoor bij BFC in december 2003, was Schuurs voor korte periode naast speler ook trainer van het team. Dit deed hij samen met de Hongaar Istvan Bodnar. BFC kende in deze jaren weinig succes en wist niet in de buurt te komen van enige titel of finaleplaats. In 2006 ging Schuurs terug naar Sittardia, waar Maurice Canton de nieuwe hoofdcoach werd van Sittardia.
In 2007 nam Schuurs, na 27 jaar te hebben gespeeld in de eredivisie, afscheid van het handballen. De laatste wedstrijd die hij bij Sittardia speelde behaalde de ploeg net niet het landskampioenschap; de finale wedstrijd werd verloren van Volendam. Hierna ging Schuurs aan de slag als trainer bij Sittardia als opvolger van Maurice Canton, die naar Volendam vertrok. Hij legde de positie als hoofdcoach van Sittardia neer toen Limburg Lions werd gevormd. Hij speelde toen nog één seizoen op het allerhoogste niveau mee als speler bij Limburg Lions. Hierna bleef hij actief bij Limburg Lions als assistent-trainer onder Aleksandr Rymanov. Dit deed hij totdat Rymanov stopte bij Limburg Lions in 2011.
Vanaf 2013 werd Schuurs weer assistent-trainer van Limburg Lions met Maurice Canton (die Gabrie Rietbroek opvolgde) als hoofdcoach. In maart 2014 werd Maurice Canton door slechte resultaten als coach door het team en bestuur aan de kant gezet. Lambert Schuurs werd toen voor de rest van het seizoen hoofdtrainer van de Lions met assistentie van Gerrit Stavast, daarna werd Schuurs opgevolgd door Monique Tijsterman als hoofdcoach. Sindsdien was hij weer actief als assistent-trainer van Limburg Lions. Onder Tijsterman weet Limburg Lions vele prijzen binnen te halen, zowel het landskampioenschap, de beker en de BENE-League werd gewonnen. Na twee jaar Tijsterman werd Mark Schmetz hoofdcoach van Limburg Lions. 
Op 28 maart 2019 werd bekend dat Schmetz per direct stopte als hoofdcoach bij Limburg Lions, zonder het seizoen te afmaken. Lambert Schuurs, die toen assistent-trainer onder Mark Schmetz was, nam zijn taken over voor de rest van het seizoen. Hierbij werd hij geassisteerd door Roel Adams en Maik Onink. In het seizoen 2019/2020 is Schuurs weer assistent-coach van de Limburg Lions, ditmaal onder hoofdcoach Christoph Jauernik.
Schuurs werd tot Ridder in de Orde van Oranje-Nassau en Lid van Verdienste van het NHV benoemd.
Hij deed ook aan ultralopen. Zo werd hij tweede bij een ultraloop, die zich afspeelde in de Himalaya op een hoogte tussen de 2000 en de 4000 meter en was hij in 2001 met een tijd van 3:39.25 de beste Nederlander in de Dead Sea ultramarathon (50 km).
Naast het sporten was hij directeur van een textieldrukkerij in Sittard met vijftig personeelsleden.

## Erelijst
Als speler
| Competitie              |           |                                             |           |           |
| Competitie              | Aantal    | Jaren                                       |           |           |
| Sittardia               | Sittardia | Sittardia                                   | Sittardia | Sittardia |
| ----------------------- | --------- | ------------------------------------------- | --------- | --------- |
| Internationaal          |           |                                             |           |           |
| Limburgse Handbal Dagen | 1x        | 1989                                        |           |           |
| Nationaal               |           |                                             |           |           |
| Eredivisie              | 5×        | 1986/87, 1992/93, 1993/94, 1996/97, 1998/98 |           |           |
| Bekerwinnaar            | 5×        | 1979/80, 1980/81, 1983/84, 1994/95, 1996/97 |           |           |
| Supercup                | 5×        | 1992, 1994, 1995, 1997, 1999                |           |           |
| Sporting Neerpelt       |           |                                             |           |           |
| Bekerwinnaar            | 1×        | 2000/01                                     |           |           |

## Privé
Schuurs heeft drie kinderen. Zijn zoon Perr Schuurs is profvoetballer, dochter Demi Schuurs is tennisspeelster en dochter Fleau Schuurs is handbalster bij Sittardia.